# Zadorojnie, Vilneansk
Zadorojnie (în ucraineană Задорожнє) este un sat în comuna Pavlivske din raionul Vilneansk, regiunea Zaporijjea, Ucraina.

## Demografie
Componența lingvistică a localității Zadorojnie
     Ucraineană (81,61%)
     Rusă (17,24%)
Conform recensământului din 2001, majoritatea populației localității Zadorojnie era vorbitoare de ucraineană (81,61%), existând în minoritate și vorbitori de rusă (17,24%).